# Aprostocetus fasciativenter
Aprostocetus fasciativenter är en stekelart som beskrevs av Boucek 1988. Aprostocetus fasciativenter ingår i släktet Aprostocetus och familjen finglanssteklar. Inga underarter finns listade i Catalogue of Life.